# Projet E

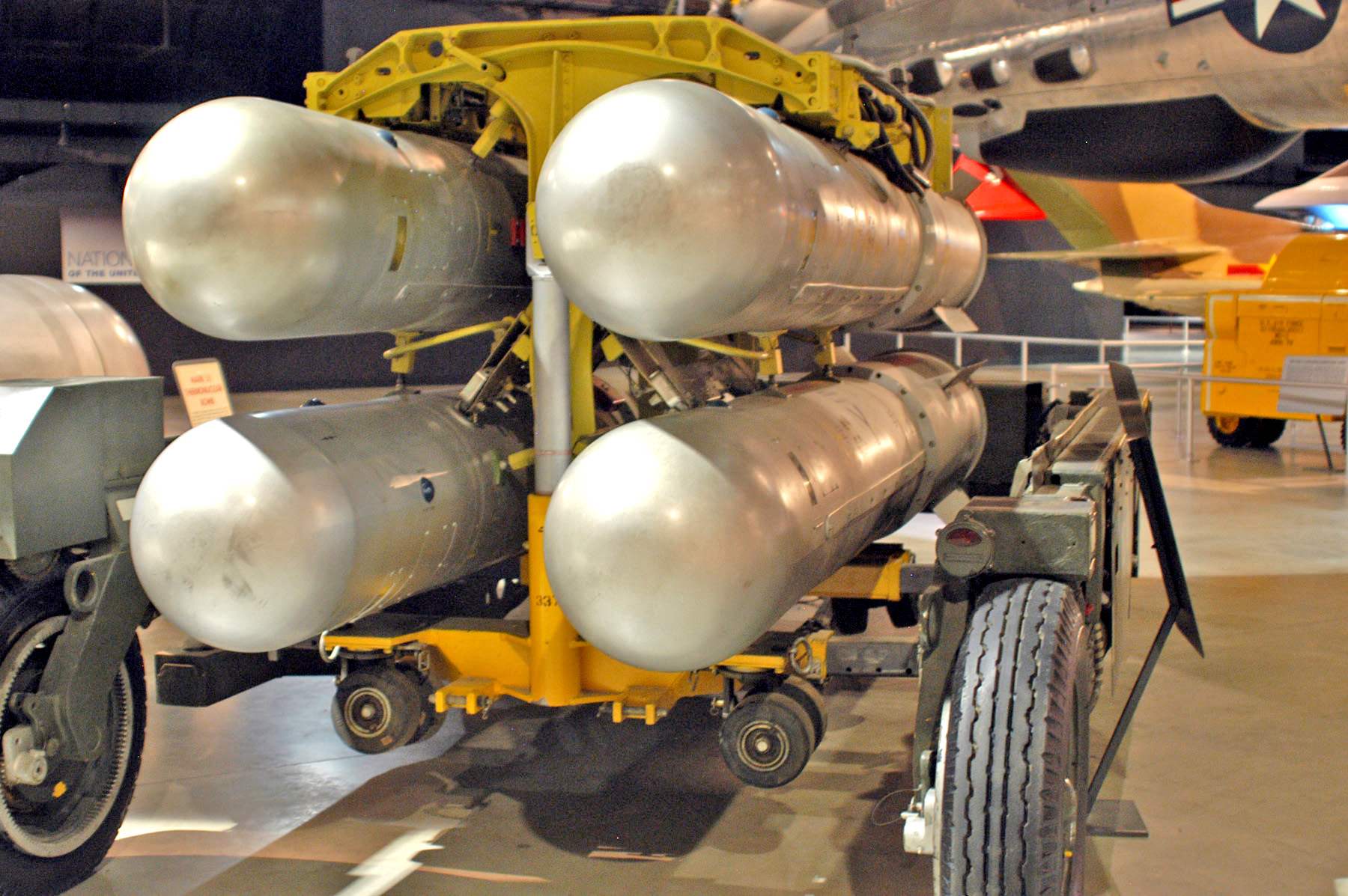
Ensemble de quatre bombes nucléaires Mark 28 fourni au Royaume-Uni dans le cadre du projet E.

Le Projet E (en anglais : Project E) est un projet commun des États-Unis et du Royaume-Uni pendant la guerre froide, visant à fournir des armes nucléaires à la Royal Air Force (RAF) jusqu'à ce que suffisamment d'armes nucléaires britanniques soient disponibles. Ce projet a par la suite été élargi pour offrir des arrangements similaires à la British Army of the Rhine (BAOR).
Une version maritime du projet E connue sous le nom de Projet N (Project N) fournit des grenades anti-sous-marines nucléaires utilisées par le Coastal Command de la RAF.